# Mystic Quest Legend
Mystic Quest Legend (jap. ファイナルファンタジーUSA ミスティッククエスト Fainaru Fantajī Yū Esu Ē Misutikku Kuesuto; nazwa ang. w Ameryce Północnej Final Fantasy Mystic Quest) – wydana w 1992 roku przez Square japońska gra fabularna na konsolę Super Nintendo Entertainment System. W Ameryce Północnej reklamowano ją: "uproszczona gra RPG... zaprojektowana dla początkującego gracza" (ang. simplified role-playing game...designed for the entry-level player). Gra ta została pomyślana jako gra o obniżonym poziomie trudności i uproszczonych pewnych mechanikach aby zainteresować amerykańską publiczność grami fabularnymi, co znalazło odbicie w tytule japońskim (mimo że gra powstała w Japonii).
Akcja gry toczy się na jednym kontynencie nienazwanego świata podzielonym na cztery regiony o nazwach: Foresta, Aquaria, Fireburg oraz Windia. Na stan przyrody w każdym z tych regionów wpływa odpowiedni kryształ od którego region bierze swą nazwę. Są to kolejno kryształy ziemi, wody, ognia oraz wiatru. W centrum świata przez stulecia stała Focus Tower będąca ośrodkiem nauki i handlu oraz miejscem, gdzie pokojowo rozstrzygano spory. Pewnego słonecznego dnia jednak potwory zaatakowały wieżę i ukradły kryształy. Korzystając z ich mocy urosły one w siłę, a świat zaczęły trapić rozmaite klęski. Stara przepowiednia głosiła, że gdy moc kryształów zostanie skradziona, rycerz się ujawni aby pokonać siły ciemności.